# Fedele De Siervo
Fedele De Siervo (Napoli, 16 marzo 1825 – Napoli, 27 maggio 1913) è stato un politico italiano.
Tra il 1864 e il 1865 fu anche sindaco di Napoli.